# Marco Teani
Marco Teani (Bergamo, 27 febbraio 1980) è un allenatore di calcio ed ex calciatore italiano, di ruolo difensore.

## Carriera
Ha totalizzato 82 presenze (e 2 reti) in Serie B tutte con la maglia dell'Albinoleffe.

## Palmarès

### Giocatore

#### Competizioni nazionali
- Coppa Italia Serie C: 1

Albinoleffe: 2001-2002